# Louis Martel (homme politique, 1899-1961)
Pour les articles homonymes, voir Louis Martel et Martel.
Louis Félix Martel, né le 20 janvier 1899 à Thairy (Haute-Savoie) et mort le 8 septembre 1961 à La Roche-sur-Foron, est un avocat et un homme politique français, ancien député sous la IVe République de la Haute-Savoie et ancien président du Conseil général du département.

## Famille
Après des études de droit à la faculté de Lyon, il intègre le barreau de Bonneville.
Il est vice-président local de l'Association catholique de la jeunesse française.

## Carrière politique
Il entre au conseil municipal de Thairy en 1925 et devient membre du Parti démocrate populaire.
Il est élu, à la surprise générale, député de la Haute-Savoie, dans la circonscription de Saint-Julien-en-Genevois, en 1932, sous les couleurs de l'Entente républicaine, profitant de la mésentente entre les socialistes et les radicaux locaux, pour battre le candidat du Cartel des gauches, Étienne Antonelli. Lors de la réforme constitutionnelle du 10 juillet 1940, il fait partie des parlementaires qui votent les pleins pouvoirs à Philippe Pétain.
Il poursuit sa carrière politique nationale au lendemain de la guerre en participant à de la première et de seconde Assemblée nationale constituante, puis il est nouveau de réélu député, sous l'étiquette du MRP, terminant sa législature en 1956.
Il est élu conseil général du canton de Saint-Julien-en-Genevois, en 1934. De 1945 à 1955, il est président du Conseil général de la Haute-Savoie.
À partir de la fin de l'année 1955, il se retire de la vie politique.

### Source
- « Louis Martel (homme politique, 1899-1961) », dans le Dictionnaire des parlementaires français (1889-1940), sous la direction de Jean Jolly, PUF, 1960 [détail de l’édition]